# Pyt-Iakh
Pyt-Iakh (en russe : Пыть-Ях) est une ville russe située dans le district autonome des Khantys-Mansis–Iougra. Sa population s'élevait à 40 818 habitants en 2013.

## Géographie
Pyt-Iakh est située dans la plaine de Sibérie occidentale, sur la rive droite de la rivière Bolchoï Balyk, à 41 km au sud-est de Nefteïougansk, à 209 km à l'est de Khanty-Mansiïsk, à 578 km au nord-est de Tioumen et à 2 109 km au nord-est de Moscou.

## Histoire
La ville a été formée par la fusion des deux localités de Mamonovo et Pyt-Iakh en 1990. Elle fait partie du raïon de Nefteïougansk. Son économie repose sur l'exploitation du pétrole.

## Population
Recensements (*) ou estimations de la population
| 1989*  | 2002*  | 2010*  |
| ------ | ------ | ------ |
| 17 101 | 41 813 | 41 488 |

| 2011   | 2012   | 2013   |
| ------ | ------ | ------ |
| 41 533 | 41 125 | 40 818 |